# كفر إمليط
قرية كفر امليط  هي إحدى القرى التابعة لمركز المحمودية في محافظة البحيرة في جمهورية مصر العربية. حسب إحصاءات سنة 2006، بلغ إجمالي السكان في كفر امليط 12562 نسمة، منهم 6413 رجل و6149 امرأة.